# Sporttraumatologie

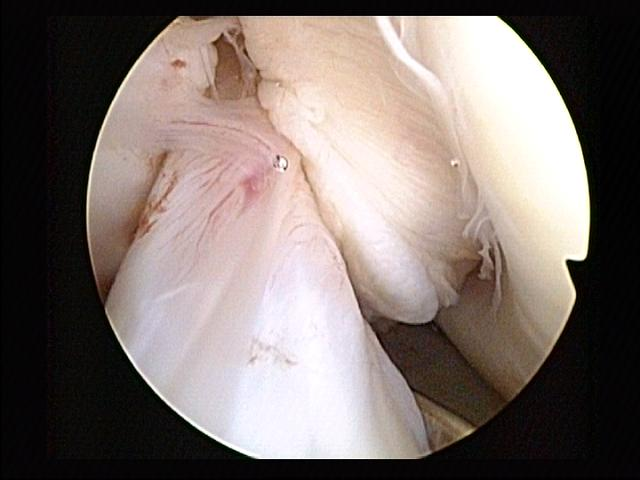
Der Riss des vorderen Kreuzbandes gehört zu den häufigsten Sportverletzungen. Arthroskopie der Kniegelenks. Die losen Enden des Kreuzbandes befinden sich in der Abbildung auf 4 Uhr und 7 Uhr.

Die Sporttraumatologie ist ein Teil der Sportorthopädie (englischer Begriff „Sports Orthopaedics“ beinhaltet definitionsgemäß beide Begriffe: die Sportorthopädie und -traumatologie). Die Sportorthopädie/-traumatologie ist ein mit der Orthopädie und der Unfallchirurgie  verwandtes medizinisches Fachgebiet und wird zunehmend von spezialisierten Sportärzten ausgeübt.
Die Sportorthopädie/-traumatologie befasst sich mit Verletzungen, Krankheiten, Beschwerden und Schmerzzuständen des Bewegungsapparates infolge der Ausübung von Sport (Sportverletzungen) und nach Sportunfällen. Dabei können sämtliche Gewebe des Bewegungsapparates betroffen sein: Sehnen, Bänder, Knochen, Knorpel, Muskel, Nerven. Schwerpunkt sind die Gelenksverletzungen, insbesondere Sprunggelenk (Knöchel), Kniegelenk (Meniskus, Kreuzbänder), Schulter (siehe auch Luxation),  Hüftgelenk, die Ellbogengelenke und andere Gelenke.

## Sportverletzungen/-beschwerden
Allgemein lassen sich die Sportverletzungen/-beschwerden in akute (durch Unfall) und chronische (durch Überbelastung oder Fehlheilung) Verletzungen einteilen. Die meisten Sportarten haben für sich typische Verletzungen (sportartenspezifische Verletzungen). In den meisten Fällen sind die unteren Extremitäten, das heißt die Beine betroffen (ca. 70 %). Danach folgen mit etwa 20 % die oberen Extremitäten (Schulter, Ellbogen und Arm) und mit jeweils etwa 5 % Kopf und Wirbelsäule.
Häufige akute Sportverletzungen sind zum Beispiel: die Sprunggelenksdistorsion (Umknickung des Sprunggelenks) mit Bandverletzungen und/oder begleitenden Brüchen, die Knie-Kreuzbandverletzung, die Knie-Meniskusverletzung, der Achillessehnenriss, die Quadricepssehnenverletzung, die Schulterluxation (Ausrenkung). Häufige chronische Sportverletzungen sind zum Beispiel: die chronische Instabilität eines Gelenks (Sprunggelenk, Knie, Schulter, Ellbogen etc.), Sehnenerkrankungen (Degeneration) und Ermüdungsfrakturen.
Die meisten Sportarten haben für sich typische Verletzungen (sog. sportartenspezifische  Verletzungen). Beispiele für solche sportartentypische Verletzungen sind: das Snowboarder-Ankle (Snowboarder-Sprunggelenk), Soccer-Ankle (Fußballer-Sprunggelenk), das Läufer-, Jumper- bzw. Fußballerknie, der Tennisarm, der Tennisellenbogen, der Golfellenbogen, der Skidaumen, die Boxernase und das Ringerohr.
Die Behandlung von Sportverletzungen kann konservativ (ohne Operation) oder chirurgisch (operativ, mit Operation) erfolgen. Zur konservativen Therapie gehören: Schonung, Entlastung, Kühlung, Stabilisierung (Stabilisierung mit Bandagen, Schuhen, Schienen, Gips etc.), Medikamente, Physiotherapie, Einlagen und andere Methoden. Mit der chirurgischen Therapie (Operation) werden die verletzten Gewebe mit offener Chirurgie oder mittels Arthroskopie (Gelenksspiegelung) oder kombiniert rekonstruiert und repariert.

## Fachzeitschriften
- Sports Orthopaedics and Traumatology. Sport Orthopädie – Sport Traumatologie. Verlag Elsevier, ISSN 0949-328X, seit 1984
- Jatros Unfallchirurgie & Sporttraumatologie. Organ der Österreichischen Gesellschaft für Unfallchirurgie (ÖGU), ISSN 1991-8399

## Weiterführende Literatur
- M. D. Miller u. a. (Herausgeber): Operationsatlas Sportorthopädie, Sporttraumatologie. Verlag Elsevier und Urban&Fischer, 2004, ISBN 3-437-23660-1 eingeschränkte Vorschau in der Google-Buchsuche
- M. Engelhardt: Sportverletzungen – Sportschäden. Georg Thieme Verlag, 2005, ISBN 3-131-40041-2 eingeschränkte Vorschau in der Google-Buchsuche